# USS Edward C. Daly (DE-17)
USS Edward C. Daly (DE-17) là một tàu hộ tống khu trục lớp Evarts được Hải quân Hoa Kỳ chế tạo trong Chiến tranh Thế giới thứ hai. Nó là chiếc tàu chiến duy nhất của Hải quân Mỹ được đặt theo tên thủy thủ Edward C. Daly (1914-1941), phục vụ trên tàu khu trục Downes (DD-375) và tử trận trong vụ Tấn công Trân Châu Cảng ngày 7 tháng 12 năm 1941; ông được truy tặng Huân chương Chữ thập Hải quân. Nó đã phục vụ cho đến khi chiến tranh kết thúc, xuất biên chế vào ngày 20 tháng 12 năm 1945 và xóa đăng bạ vào ngày 8 tháng 1 năm 1946. Con tàu bị bán để tháo dỡ vào ngày 18 tháng 3 năm 1947.

## Thiết kế và chế tạo
Những chiếc thuộc lớp tàu khu trục Evarts có chiều dài chung 289 ft 5 in (88,21 m), mạn tàu rộng 35 ft 1 in (10,69 m) và độ sâu mớn nước khi đầy tải là 8 ft 3 in (2,51 m). Chúng có trọng lượng choán nước tiêu chuẩn 1.140 tấn Anh (1.160 t); và lên đến 1.430 tấn Anh (1.450 t) khi đầy tải. Hệ thống động lực bao gồm bốn động cơ diesel General Motors Kiểu 16-278A nối với bốn máy phát điện để vận hành hai trục chân vịt; công suất 6.000 hp (4.500 kW) cho phép đạt được tốc độ tối đa 21 kn (24 mph; 39 km/h), và có dự trữ hành trình 4.150 nmi (4.780 mi; 7.690 km) khi di chuyển ở vận tốc đường trường 12 kn (14 mph; 22 km/h).
Vũ khí trang bị bao gồm ba pháo 3 in (76 mm)/50 cal trên tháp pháo nòng đơn có thể đối hạm hoặc phòng không, một khẩu đội 1,1 inch/75 caliber bốn nòng và chín pháo phòng không Oerlikon 20 mm. Vũ khí chống ngầm bao gồm một dàn súng cối chống tàu ngầm Hedgehog Mk. 10 (có 24 nòng và mang theo 144 quả đạn); hai đường ray Mk. 9 và tám máy phóng K3 Mk. 6 để thả mìn sâu.
Nguyên được dự định chuyển giao cho Hải quân Hoàng gia Anh, Edward C. Daly được đặt lườn như là chiếc HMS Byard (BDE-17) tại Xưởng hải quân Mare Island, ở Vallejo, California vào ngày 1 tháng 4 năm 1942. Nó được hạ thủy vào ngày 21 tháng 10 năm 1942, và được đỡ đầu bởi bà Diane L. S. McQuilkin. Tuy nhiên kế hoạch chuyển giao bị hủy bỏ, nên con tàu quay trở lại sở hữu của Hoa Kỳ và đổi tên thành Edward C. Daly vào ngày 19 tháng 2 năm 1943. Nó nhập biên chế cùng Hải quân Hoa Kỳ vào ngày 3 tháng 4 năm 1943 dưới quyền chỉ huy của Hạm trưởng, Trung tá Hải quân G. A. Parkinson.

## Lịch sử hoạt động

### 1943
Edward C. Daly tiến hành chạy thử máy tại vịnh San Pablo, một nhánh của vịnh San Francisco và là địa điểm của Xưởng hải quân Mare Island, từ ngày 11 tháng 4, 1943. Nó lên đường đi San Diego, California vào ngày 19 tháng 4, và tiếp tục huấn luyện hộ tống vận tải và chống tàu ngầm trong nhiều tuần tiếp theo, phối hợp cùng các tàu khu trục McCook (DD-496) và Rathburne (DD-117), tàu quét mìn Herald (AM-101), các tàu cutter tuần duyên USCGC Morris (WPC-147) và USCGC Perseus (WPC-114) cùng các tàu ngầm S-34 (SS-139) và S-45 (SS-156).
Khởi hành từ San Diego vào ngày 22 tháng 4 để đi sang khu vực quần đảo Hawaii, Edward C. Daly bắt đầu đảm nhiệm hộ tống cho các đoàn tàu vận tải đi lại giữa Trân Châu Cảng và San Francisco. Đây là lần đầu tiên một chiếc tàu hộ tống khu trục ghé đến Trân Châu Cảng, nên nhiều quan chức cao cấp, bao gồm Đô đốc Chester W. Nimitz Tổng tư lệnh Hạm đội Thái Bình Dương và Đô đốc Raymond A. Spruance, đã viếng thăm và thị sát con tàu. Nó tham gia Đoàn tàu 4453, bao gồm tàu chở quân SS Santa Cruz (1941), một tàu LST và 12 tàu buôn để đi San Francisco từ ngày 30 tháng 5 đến ngày 9 tháng 6. Sau đó nó tiếp tục phục vụ tại vùng biển giữa Honolulu và San Francisco, đồng thời phục vụ như tàu huấn luyện sonar tại Trân Châu Cảng.
Edward C. Daly được phái sang khu vực Funafuti thuộc quần đảo Ellice vào ngày 14 tháng 8, hộ tống cho tàu vận tải tấn công Ormsby (APA-49) trên đường đi. Đi đến Fongafale thuộc Funafuti vào ngày 21 tháng 8, nó làm nhiệm vụ hộ tống tàu chiến và tàu buôn tại khu vực cũng như các chuyến khứ hồi đến Trân Châu Châu Cảng. Vào đêm 12 tháng 9, máy bay Nhật không kích Funafuti, gây bất ngờ cho phần lớn tàu chiến tại chỗ, nhưng Edward C. Daly nhanh chóng báo động tác chiến và nổ súng đánh trả; trong đêm đó quân Nhật còn tiếp tục không kích thêm ba lượt nữa, cách nhau mỗi đợt khoảng 45 phút, đợt cuối cùng diễn ra lúc 04 giờ 53 phút ngày 13 tháng 9 và kéo dài trong mười phút. Các cuộc không kích đã không thể được phát hiện sớm vì máy bay đối phương tiếp cận từ độ cao 25.000 ft (7.600 m); có tổng cộng 15 máy bay ném bom Nhật Bản đã tham gia cuộc không kích, và cho dù chúng đã gây một số thiệt hại, Edward C. Daly thoát được mà không bị hư hại, và hỏa lực phòng không phía Hoa Kỳ đã bắn rơi một máy bay đối phương.
Vào giữa tháng 9, 1943, Edward C. Daly hộ tống cho nhiều tàu bè tại vị trí khoảng 250 nmi (460 km) về phía đông Bắc đảo Nanomea trước khi chuyển sang khu vực Pago Pago, Samoa thuộc Mỹ. Vào ngày 5 tháng 10, nó đi đến tiếp cứu cho một thủy phi cơ PBY-5A Catalina thuộc Liên đội 13 Thủy quân Lục chiến xuất phát từ Funafuti bị rơi trên biển. Đại úy phi công Paul J. Sax đã đáp chiếc PBY-5 trên mặt biển để cứu vớt đội bay một máy bay khác bị rơi, nhưng ông thiệt mạng khi tìm cách cất cánh máy bay của mình trong khi biển động mạnh. Con tàu đi đến hiện trường lúc 23 giờ 00 khi chiếc Catalina đang cháy, và thả xuồng để tìm kiếm những người sống sót, nó quay trở lại với chín thành viên của các đội bay. Con tàu tạm thời phải ngừng việc tìm kiếm sau khi sonar của nó dò được tín hiệu khả nghi; và sau khi mất tín hiệu mục tiêu nó tiếp tục việc tìm kiếm, cứu được thêm bảy người trên biển cùng một thi thể. Nó tìm cách thu hồi chiếc thủy phi cơ, nhưng biển động mạnh làm cho công việc này trở nên rất nguy hiểm. Hải pháo đã đánh chìm chiếc Catalina lúc 03 giờ 30 phút ngày 6 tháng 10, và Edward C. Daly làm nghi thức mai táng trên biển cho Đại úy Sax tại vị trí khoảng 640 nmi (1.190 km) về phía Đông Nam Funafuti.
Edward C. Daly đưa những thành viên đội bay được cứu vớt đến đảo Canton rồi quay trở về Funafuti vào ngày 11 tháng 10. Nó lên đường đi Trân Châu Cảng ngay ngày hôm sau, rồi rời Oahu vào ngày 18 tháng 10 để đi San Francisco; nó sáp nhập cùng tàu khu trục Halford (DD-480) và Đoàn tàu 18345 trên đường đi hai ngày sau đó. Đi đến San Francisco vào ngày 27 tháng 10, nó chuyển đến xưởng tàu của hãng Bethlehem Steel để được bảo trì, rồi đi Treasure Island đến 25 tháng 11. Ba ngày sau đó nó khởi hành hướng lên phía Bắc để phục vụ tại khu vực Bắc Thái Bình Dương; trên đường đi nó phải chịu đựng thời tiết khắc nghiệt với gió ngược và những cơn sóng cao đến 75 ft (23 m) vào các ngày 29 và 30 tháng 11. Cuối cùng con tàu cũng đến được vịnh Kuluk, Adak, Alaska vào ngày 8 tháng 12. Ngoại trừ một chuyến đi ngắn đến khu vực thực tập tác xạ trong các ngày 23 và 24 tháng 12, nó ở lại cảng cho đến đầu năm 1944.

### 1944
Vào ngày 2 tháng 1, 1944, Edward C. Daly di chuyển đến vịnh Finger, Adak. Nó phát hiện vòm sonar dưới nước bị tách rời, nên phải vào ụ tàu để sửa chữa từ ngày 2 đến ngày 4 tháng 1 trước khi quay trở lại vịnh Kuluk. Nó gia nhập Lực lượng Đặc nhiệm 91 vào ngày 6 tháng 1 cho những hoạt động tại khu vực quần đảo Aleut, bắt đầu bằng việc hộ tống chiếc tàu chở quân Toloa đi từ đảo Attu đến đảo Kiska.
Edward C. Daly dành trọn năm 1944 cho hoạt động hộ tống nhiều tàu hải quân và tàu buôn đi lại giữa các đảo tại khu vực quần đảo Aleut; nó cũng phục vụ như tàu khảo sát thời tiết và cột mốc vô tuyến dẫn đường phục vụ cho những cuộc ném bom xuống đảo Paramushiro xuất phát từ Attu. Những cuộc đụng độ với lực lượng đối phương thực sự thì hiếm hoi, nhưng con tàu nhiều lần bước vào báo động tác chiến do nhầm lẫn; nhiều dịp radar trên tàu phát hiện máy bay lạ tiếp cận, để rồi nhận ra "mục tiêu" là máy bay Đồng Minh quên bật bộ truy vấn vô tuyến bạn-thù (IFF: identification friend or foe). Lúc 04 giờ 55 phút ngày 24 tháng 3, nó phát hiện qua radar một mục tiêu trên mặt nước, nghi ngờ là tàu ngầm đối phương xâm nhập qua hàng rào phòng thủ, nên báo động tác chiến và tiếp cận mục tiêu. Nó phát tín hiệu vô tuyến truy vấn đối tượng lúc 05 giờ 20 phút, nhưng đối tượng hồi đáp sai mật mã; và khi tiếp cận đến tầm nhìn bằng mắt thường, trinh sát viên nhận ra mục tiêu là tàu nổi chứ không phải tàu ngầm. Chiếc tàu khu trục bắt đầu hướng các khẩu pháo vào mục tiêu và truy vấn đối thủ lần cuối cùng qua vô tuyến, để kịp nhận ra "mục tiêu" là chiếc tàu kéo Tatnuck (ATO-27).
Trong một dịp khác vào ngày 13 tháng 4, đang khi hộ tống cho tàu Liberty Carl Schurz và tàu chở dầu Mission Solano đi Dutch Harbor, Alaska, Edward C. Daly dò được tín hiệu sonar ngầm dưới nước, có khả năng là tàu ngầm đối phương. Sonar của con tàu xác định mục tiêu đang di chuyển, nhưng đã tiếp tục cơ động quanh khu vực trong 20 phút để xác nhận mục tiêu, trước khi tấn công với một loạt đạn súng cối chống ngầm Hedgehog. Mục tiêu trôi dạt sang mạn trái, nên con tàu cũng chuyển hướng theo đối tượng; nhưng loạt đạn cối Hedgehog lại phát nổ tại độ sâu ước lượng khoảng 475 ft (145 m), ở một khu vực mà hải đồ chỉ ra độ sâu chỉ có 400 ft (120 m). Tàu khu trục Isherwood (DD-520) vốn đang hoạt động lân cận trong một nhiệm vụ khác được phái đến trợ giúp, và Edward C. Daly bàn giao lại đối tượng cho Isherwood để tiếp tục nhiệm vụ hộ tống. Sau khi điều tra, Isherwood xác định Edward C. Daly đã tấn công một dãi đá ngầm dưới đáy biển. Năm ngày sau đó, 18 tháng 4, Edward C. Daly quay trở lại khu vực và tiếp tục phát hiện tín hiệu sonar tương tự, xác nhận giả thuyết trong báo cáo của Isherwood.

### 1945
Vào ngày 13 tháng 1, 1945, Edward C. Daly cùng các tàu chị em Gilmore (DE-18) và Doneff (DE-49) rời khu vực quần đảo Aleut để quay trở về San Francisco. Con tàu được đại tu từ ngày 19 tháng 1 đến ngày 25 tháng 2, rồi ra khơi vào ngày 26 tháng 2 để thử nghiệm sonar ngoài khơi Point Chauncey thuộc vịnh San Francisco. Nó cùng Doneff trong thành phần Đơn vị Đặc nhiệm 6.12.1 lên đường vào ngày 2 tháng 3 để đi Trân Châu Cảng, và trong nữa tháng tiếp theo con tàu hoạt động huấn luyện chống tàu ngầm và tác xạ tại khu vực quần đảo Hawaii. Đến ngày 20 tháng 3, nó cùng Doneff, Engstrom (DE-50) và Austin (DE-15) trong thành phần Đơn vị Đặc nhiệm 19.8.17 lên đường đi Eniwetok thuộc quần đảo Marshall; lực lượng sau đó còn có sự tham gia của các tàu thuộc Đội hộ tống 14: Gilmore (DE-18); Clearfield (APA-42); Arenac (APA-128); Windsor (APA-55); J. Franklin Bell (APA-16); General Omar Bundy (AP-152); và Sherburne (APA-205). Hải đội đi đến Eniwetok vào ngày 30 tháng 3.
Edward C. Daly đã phục vụ hộ tống tàu bè đi lại giữa Eniwetok và Guam thuộc quần đảo Mariana trong tháng 4 trước khi chuyển sang hoạt động  tại khu vực Saipan. Nó tiếp tục phục vụ hộ tống các đoàn tàu đi lại giữa Saipan và Iwo Jima thuộc quần đảo Kazan, tuần tra chống tàu ngầm tại khu vực phụ cận Saipan đồng thời tìm kiếm và giải cứu những máy bay bị rơi trong khu vực. Nó đã tháp tùng bảo vệ cho tàu sân bay hộ tống Anh Quốc HMS Ranee (D03) đi từ Eniwetok đến Guam từ ngày 5 đến ngày 10 tháng 4. Đang khi hộ tống một đoàn tàu vận tải đi Iwo Jima vào ngày 1 tháng 6, lúc 03 giờ 55 phút trinh sát viên trên tàu nhìn thấy đèn hạ cánh của một máy bay; chiếc máy bay ném bom Boeing B-29 Superfortress thuộc Không đoàn XXI Không lực Lục quân Hoa Kỳ bị cháy động cơ và bị buộc phải hạ cánh trên biển bên mạn phải chiếc tàu hộ tống khu trục. Edward C. Daly đã lập tức báo động và chuyển hướng để hoạt động cứu nạn, vớt được sáu thành viên của đội bay; hai thành viên đội bay khác được tàu chở dầu Sequatchie (AOG-21) cứu vớt.
Đoàn tàu tiếp tục hành trình đi Iwo Jima, nơi Edward C. Daly được bảo trì từ ngày 3 đến ngày 13 tháng 6. Quay trở lại hoạt động, nó tiếp tục phục vụ hộ tống vận tải tại khu vực giữa Saipan và Iwo Jima, và sau khi chiến dịch Okinawa kết thúc, nó phục vụ hộ tống vận tải cho tàu bè đi đến vịnh Buckner, Okinawa. Trong phần lớn tháng 8, nó tuần tra để phục vụ tìm kiếm và giải cứu tại khu vực về phía Tây Bắc Saipan khoảng 200 nmi (370 km), một vị trí chỉ cách đảo chính quốc Nhật Bản Honshū 1.000 nmi (1.900 km), rồi đến ngày 21 tháng 8 nó quay trở lại nhiệm vụ hộ tống vận tải tại khu vực giữa Saipan và Iwo Jima.
Vào ngày 28 tháng 8, Edward C. Daly cùng với Gendreau (DE-639) hộ tống cho thiết giáp hạm Pennsylvania (BB-38) bị hư hại do trúng bom được các tàu kéo Serrano (ATF-112) và Tenino (ATF-115) kéo quay trở về Guam để sửa chữa; họ về đến Guam vào ngày 6 tháng 9. Nó quay trở lại Saipan vào ngày 9 tháng 9, rồi đi đến Guam và ở lại đây cho đến ngày 21 tháng 9 trước khi tuần tra tại khu vực Truk thuộc quần đảo Caroline từ ngày 22 đến ngày 30 tháng 9.
Edward C. Daly tiếp tục ở lại Guam cho đến khi nó thực hành huấn luyện cùng với tàu ngầm Blueback (SS-326) vào ngày 7 tháng 10. Lúc đang trên đường quay trở lại cảng, nó được lệnh đổi hướng lúc 14 giờ 45 phút để tìm kiếm một máy bay ném bom B-29 Superfortress bị rơi trên biển ở về phía Tây Bắc Guam khoảng 334 nmi (619 km). Chiếc máy bay chở theo Chuẩn tướng Không quân Joseph L. Loutzenhiser và ban tham mưu của ông trên đường từ Okinawa và Guam. Công việc tìm kiếm với sự trợ giúp của thủy phi cơ và các tàu chiến kéo dài cho đến ngày 16 tháng 10, cứu được ba thành viên đội bay và tìm thấy thi thể hai người khác, nhưng không thể phát hiện Loutzenhiser cùng bốn người khác.
Edward C. Daly khởi hành từ Guam vào ngày 22 tháng 10 để đi Trân Châu Cảng ngang qua Eniwetok, rồi tiếp tục hành trình để quay trở về Hoa Kỳ. Nó về đến Long Beach, California vào ngày 5 tháng 11, và được cho xuất biên chế tại San Pedro, California vào ngày 20 tháng 12, 1945. Tên nó được cho rút khỏi danh sách Đăng bạ Hải quân vào ngày 1 tháng 1, 1946, và cuối cùng nó bị bán cho hãng Pacific Bridge Co. tại San Francisco để tháo dỡ vào ngày 11 tháng 11, 1946.

## Phần thưởng[2]
|  |  |  |

| Huân chương Chiến dịch Hoa Kỳ | Huân chương Chiến dịch Châu Á-Thái Bình Dương | Huân chương Chiến dịch Châu Á-Thái Bình Dương | Huân chương Chiến thắng Thế Chiến II |